# Municipio de Cosmos
El municipio de Cosmos (en inglés: Cosmos Township) es un municipio ubicado en el condado de Meeker en el estado estadounidense de Minnesota. En el año 2010 tenía una población de 228 habitantes y una densidad poblacional de 2,51 personas por km².

## Geografía
El municipio de Cosmos se encuentra ubicado en las coordenadas 44°54′50″N 94°43′38″O / 44.91389, -94.72722. Según la Oficina del Censo de los Estados Unidos, el municipio tiene una superficie total de 90.87 km², de la cual 89,95 km² corresponden a tierra firme y (1,01 %) 0,92 km² es agua.

## Demografía
Según el censo de 2010, había 228 personas residiendo en el municipio de Cosmos. La densidad de población era de 2,51 hab./km². De los 228 habitantes, el municipio de Cosmos estaba compuesto por el 100 % blancos. Del total de la población el 0,44 % eran hispanos o latinos de cualquier raza.